# Micaela
Ana Micaela Moreira Figueiredo (Cova da Piedade, Almada, 22 de Junho de 1978) conhecida simplesmente por Micaela, é uma cantora de música ligeira popular e tradicional portuguesa e, mais recentemente, de música latina.

## Biografia
Micaela nasceu a 22 de Junho de 1978. A sua carreira musical inicia-a logo aos sete anos, cantando num espectáculo em Coimbra. E é já alguns anos mais tarde, em 1995, que a editora Sucesso a descobre e com ela assina um contrato discográfico. Micaela desdobra-se então em concertos (uma média de cem por ano), não só em Portugal, mas também no estrangeiro, nomeadamente França, Suíça e Alemanha, para as comunidades portuguesas. Em 1996, é editado o seu álbum de estreia, Menina Cigana. Um ano depois, segue-se Desliga A Televisão, cujas vendas o fazem chegar a Disco de Ouro
Em 1998, Micaela lança novo álbum intitulado Chupa No Dedo, que a coloca entre as mais populares cantoras nacionais. Do disco, é extraído o single Chupa No Dedo, que se torna num dos seus maiores êxitos. 
No ano seguinte, regressa com novo trabalho, Astral (Altos E Baixos), a primeira amostra, com nome homónimo ao disco, é uma canção bastante ritmada, que, como a própria afirmou, se destina a puxar para cima o astral de todos aqueles que a ouçam.
No Verão de 2000, Micaela surge com novo titulo, Gu-Gu, Dá-Dá, que serve, mais uma vez, de nome ao disco e ao primeiro single dele extraído. O álbum revela um som algo diferente do característico da cantora, que aposta agora em ritmos mais dançáveis e actuais.
Em 2020, a cantora foi obrigada a fazer uma pausa na carreira para trabalhar como empregada de limpeza.
Em 2023 juntou-se à equipa de apresentadores do programa Domingão e Feriadão, da SIC.
Venceu a quinta edição do programa da SIC, A Máscara, em 2025.

## Televisão
| Ano             | Projeto                                   | Notas                                                                   | Canal |
| --------------- | ----------------------------------------- | ----------------------------------------------------------------------- | ----- |
| 2012            | A Tua Cara Não Me É Estranha (2.ª edição) | Concorrente                                                             | TVI   |
| 2023 - 2024     | A Nossa Tarde                             | Colaboradora da rubrica «Esquadrão do Amor»                             | RTP1  |
| 2023            | Estrelas ao Sábado                        | Jurada Convidada                                                        | RTP1  |
| 2023 - presente | Domingão                                  | Apresentadora                                                           | SIC   |
| 2023 - 2025     | Feriadão                                  | Apresentadora                                                           | SIC   |
| 2023            | Feliz Natal                               | Apresentadora, ao lado de Débora Monteiro, Melânia Gomes e Miguel Costa | SIC   |
| 2024            | Era Uma Vez na Quinta                     | Comentadora                                                             | SIC   |
| 2025            | A Máscara (5.ª edição)                    | Concorrente e vencedora como Maçaroca                                   | SIC   |